# Saprinus purpuricollis
Saprinus purpuricollis är en skalbaggsart som beskrevs av Schmidt 1890. Saprinus purpuricollis ingår i släktet Saprinus och familjen stumpbaggar. Inga underarter finns listade i Catalogue of Life.